# Bayerische Staatsbank

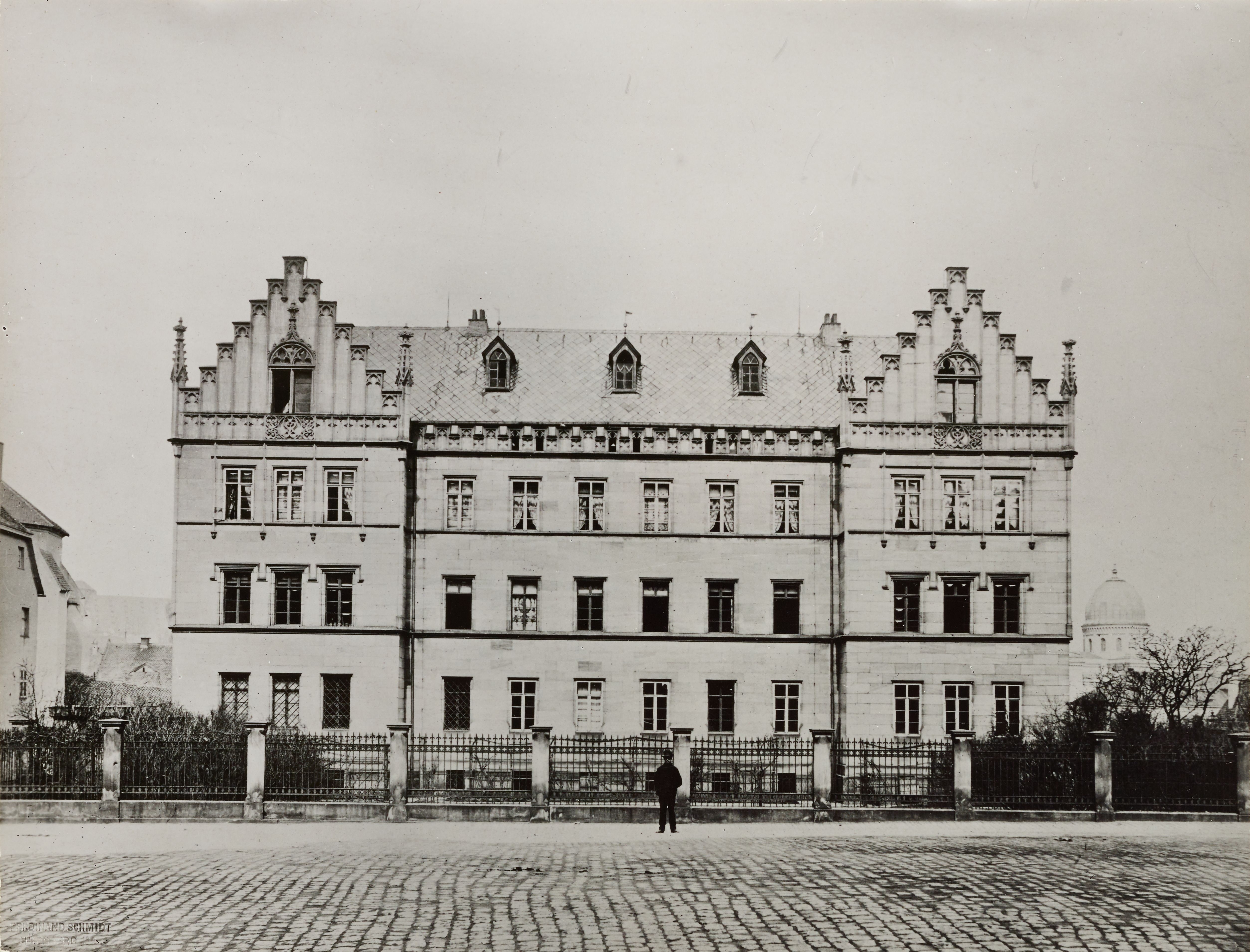
Historisches Bankgebäude

Die Bayerische Staatsbank AG war eine bayerische Großbank. Sie wurde 1971 von der Bayerischen Vereinsbank AG übernommen.

## Geschichte
Die Bank wurde 1780 durch Markgraf Alexander von Brandenburg-Ansbach als „Hochfürstlich-Brandenburg-Anspach-Bayreuthische Hofbanco“ in Ansbach gegründet. Im Rahmen der Integration der hohenzollerschen Markgraftümer in das Königreich Preußen firmierte sie ab 1792 als „Königlich Preußische Banco in Franken“. 1806 wurde die Bank zusammen mit dem Fürstentum Ansbach bayerisch, der neue Name lautete „Königlich Baierische Banco“. Im Folgejahr 1807 wurde der Sitz der Bank nach Nürnberg in die Gebäude des ehemaligen Heilsbronner Hofes am Lorenzer Platz verlegt (heute befindet sich in dem Gebäude das sogenannte Heimatministerium, eine Außenstelle des Bayerischen Staatsministeriums der Finanzen, für Landesentwicklung und Heimat). Es bürgerte sich die Bezeichnung „Königliche Bank Nürnberg“ ein. Ein Filialkomptoir der königlichen Nürnberger Bank in Würzburg wurde 1846 vom bayerischen König genehmigt.
Bis 1871 war das Geschäftsgebiet auf die fränkischen Landesteile und die Pfalz beschränkt. 1875 gründete die Bank Zweigniederlassungen (Königliche Filialbank) in München (Kardinal-Faulhaber-Straße 1) und Augsburg. Mit dem Ende der Monarchie in Bayern erhielt die Bank 1918 den Namen Bayerische Staatsbank. 1935 wurde die Bayerische Notenbank mit der Bayerischen Staatsbank verschmolzen. Ab etwa 1963 war Ludwig Aderbauer (* 1914) Vorstand der Bayerischen Staatsbank. 1971 erfolgte die Fusion mit der Bayerischen Vereinsbank. Das ehemalige Firmenarchiv der Bayerischen Staatsbank befindet sich im Bayerischen Wirtschaftsarchiv.

## Architektur des Nachkriegsbaus

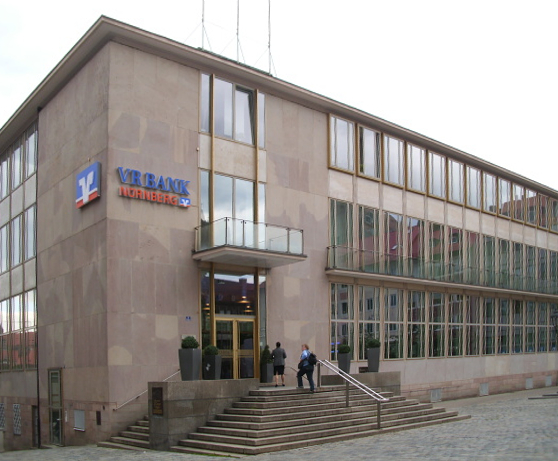
Bayerische Staatsbank Nürnberg Atriumbau

Das Gebäude der Bayerischen Staatsbank in Nürnberg gilt als einer der qualitätsvollsten Bauten der Nachkriegszeit. Architekt Sep Ruf gelang ein moderner Entwurf, der sich in das Umfeld einfügte. Es ist ein moderner Sandsteinbau, bei dem auch 1951 nicht auf eine repräsentative Eingangstreppe verzichtet wurde.

## Direktoren und Präsidenten der Bank
- 1780–1792: Wilhelm Friedrich von Benkendorff, rangältestes Mitglied der Bankdirektion[4]
- 1792–1806: Karl August von Hardenberg, Chef der Bank
- 1806–1819: Johann Georg von Kracker, Direktor
- 1819–1839: Johann Georg Eberhard Faber, Direktor
- 1839–1845: Johann Philipp Siess, Direktor
- 1845–1851: Christian Friedrich Heinrich Lentz, Direktor
- 1851–1861: Johann Gottfried Christian von Mayer, Direktor
- 1861–1862: Friedrich Carl Burkart, Direktor
- 1862–1878: Christian von Pfeufer, Direktor
- 1878–1898: Ferdinand von Landgraf, Direktor
- 1898–1909: Andreas von Seisser, Direktor und ab 1906 Präsident
- 1909–1915: Wilhelm von Burkhard, Präsident
- 1915–1919: Franz von Coluzzi, Präsident
- 1919–1928: Hugo Arnold, Präsident
- 1928–1934: Wilhelm von Wolf, Präsident
- 1934–1942: Paul Hammer, Präsident
- 1942–1945: Albert Gorter, Präsident
- 1945–1954: Karl Max von Hellingrath, Präsident
- 1954–1964: Alfred Jamin, Präsident, Jobst Freiherr von Schirnding (Direktor)
- 1964–1971: Rudolf Eberhard, Präsident